# Максиміліан (алмаз)
«Максиміліан» (англ. Maximillian) — жовто-зелений алмаз масою 50,00 каратів, знайдений в 1850 р. на території Бразилії. Після огранки маса зменшилася до 66,0 %. Фасетовано у діамант масою 33,00 карати.

Куплений майбутнім мексиканським імператором Максиміліаном у 1860 р. Після смерті Максиміліана діамант зник. У 1901 р. був затриманий на кордоні Мексика-США як контрабанда. Місцезнаходження невідоме.